# Pedro Sánchez Blanco
Pedro Sánchez Blanco (Madrid, 21 de gener de 1838–1885/1902) va ser un pintor espanyol especialitzat en el paisatge.
Va estudiar dibuix amb Inocencio Borghini. Després va passar dos anys a l'estudi de Carlos Luis de Ribera, on va estudiar pintura fins que va ser aconseguir ser alumne pensionat per l'Acadèmia de Belles Arts de Sant Ferran, on de fet continuà sent deixeble de Ribera. El mes de juny de 1857 va obtenir beca per formar-se a l'estranger i va residir durant uns anys a París i Brussel·les, completant la seva formació amb Adrien Dauzats, Jean-Joseph Bellel i Willem Roelofs. Durant els anys 60, per mediació de Teodoro Ponte va conèixer a Charles Daubigny, mestre de l'escola de Barbizon, amb el que va viatjar per Bèlgica i els Països Baixos.
A la seva tornada a Espanya, segons Ossorio va instal·lar-se a Madrid, mentre hom afirma que s'instal·là amb Marià Fortuny a Granada. Autor especialitzat en paisatge, va participar diversos anys a l'Exposició Nacional de Belles Arts entre 1856 i 1866, arribant a assolir algunes mencions honorífiques, i també va enviar-ne a la Universitat de París el 1855. També va conrear en menor mesura el retrat, participant, per exemple, en la Sèrie Cronològica dels Reis d'Espanya amb els retrats dels visigots Liuva i Teodoric.
Va ser vicepresident de la Societat Protectora de Belles Arts que va fundar Antonio Esquivel i secretari del Museu del Prado.